# Нурликентський сільський округ
Нурлике́нтський сільський округ (каз. Нурлыкент ауылдық округі, рос. Нурлыкентский сельский округ) — адміністративна одиниця у складі Жуалинського району Жамбильської області Казахстану. Адміністративний центр — село Нурликент.
Населення — 4565 осіб (2021; 4413 у 2009, 3874 у 1999, 3593 у 1989).
Станом на 1989 рік існувала Бурнооктябрська сільська рада (частина села Бурнооктябрське, села Андрієвка, Гагаріна, Кизиларик, селище Казбастау), інша частина села Бурнооктябрське перебувало у складі Більшовицької сільської ради. 2002 року з частин Актюбинського сільського округу та Бурнооктябрського сільського округу (села Алатау, Кизиларик) було утворено окремий Кизиларицький сільський округ. 2007 року округ отримав сучасну назву. 2019 року до складу округу було включено 1,88 км² земель державного земельного фонду.

## Склад
До складу округу входять такі населені пункти:
| Населений пункт             | Старі назви     | Населення, осіб (1989) | Населення, осіб (1999) | Населення, осіб (2009) | Населення, осіб (2021) |
| --------------------------- | --------------- | ---------------------- | ---------------------- | ---------------------- | ---------------------- |
| Казбастау, станційне селище | -               | 442                    | 108                    | 62                     | 65                     |
| Нурликент, село             | Бурнооктябрське | 2403                   | 3057                   | 3646                   | 3695                   |
| Туктібай, село              | Гагаріна        | 748                    | 709                    | 705                    | 805                    |